# Snelheidsdisplay

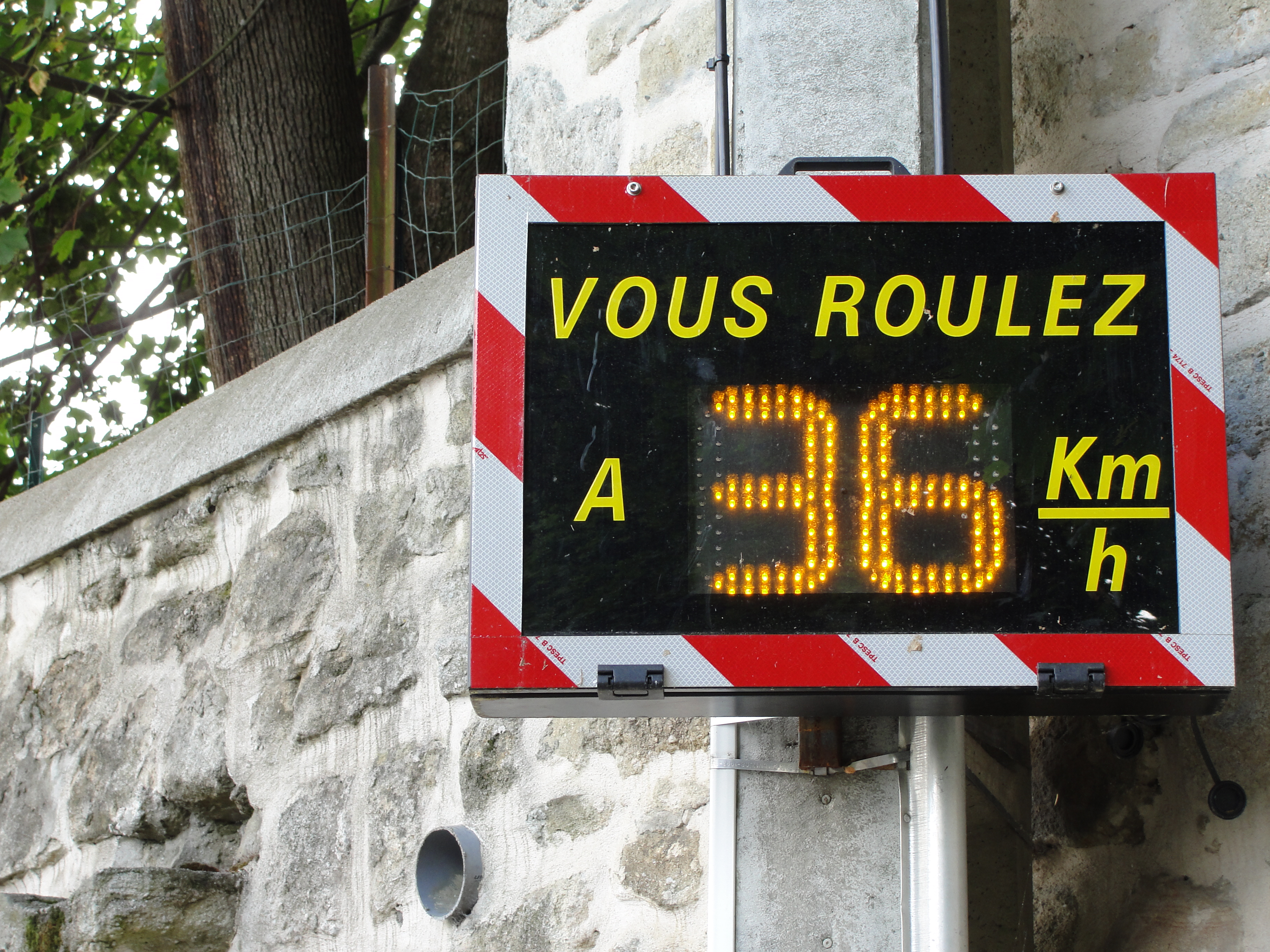
Snelheidsdisplay in Frankrijk

Een snelheidsdisplay of dynamische snelheidsindicator is een verkeersbord waarmee weggebruikers geconfronteerd worden met hun snelheid. In de volksmond spreekt men ook wel van een smiley-paal. Op het display wordt de snelheid van een weggebruiker weergegeven, gevolgd door een positieve of negatieve smiley.
Een snelheidsdisplay heeft twee doelen: het meten van de (gemiddelde) snelheid op een bepaald punt en weggebruikers bewust laten worden van de snelheid die ze rijden in de hoop dat men zich aan de maximumsnelheid houdt. Niet alle snelheidsdisplays tonen de huidige snelheid van het passerende voertuig. Er kan ook een boodschap staan zoals: "U rijdt te snel!" Veel displays geven daarbij ook aan of de weggebruiker zich aan de maximumsnelheid houdt door de weergeven snelheid af te wisselen met bijvoorbeeld een duim omhoog/omlaag of blij/boos gezicht. Of de kleur van het getal is groen als de weggebruiker zich aan de maximumsnelheid houdt, en rood als deze wordt overschreden.
De snelheid van weggebruikers wordt bepaald met een doppler radar. Vervolgens wordt deze in een bepaalde kleur weergegeven:
- Groen: snelheid onder de limiet
- Rood: snelheid boven de limiet
- Oranje (optioneel): snelheid nabij de limiet